# Giorgio Marengo
Giorgio Marengo, I.M.C. (Cuneo, 7 de junho de 1974) é um cardeal da Consolata italiano, bispo da Prefeitura Apostólica de Ulaanbaatar, na Mongólia, desde 2 de abril de 2020.

## Biografia
Nascido em 1974 em Cuneo, faz parte dos escoteiros, pratica esgrima e se forma no ensino médio clássico. Depois estudou filosofia no norte da Itália (1993-1995) e teologia na Pontifícia Universidade Gregoriana de Roma (1995-1998). Em 24 de junho de 2000, proferiu votos para os missionários da Consolata e, em 26 de maio de 2001, foi ordenado sacerdote.
De 2000 a 2006 estudou na Pontifícia Universidade Urbaniana e teve seu doutorado em missiologia. Ele é o primeiro representante de sua ordem religiosa na Mongólia após a ordenação sacerdotal.
Correspondente missionário na Mongólia, desde 2016 é conselheiro regional da Ásia, superior da Ordem da Mongólia e pároco da igreja Maria Mãe da Misericórdia em Arvaikheer.

### Ministério episcopal
Em 2 de abril de 2020, o Papa Francisco o nomeou prefeito apostólico de Ulaanbaatar e bispo titular de Castra Severiana; sucede a Dom Wenceslau Selga Padilla, que faleceu em 25 de setembro de 2018.
Ele foi consagrado bispo no Santuário da Consolação em Turim em 8 de agosto de 2020 pelo cardeal Luis Antonio Tagle; , sendo coadjuvado pelo arcebispo Cesare Nosiglia e pelo cardeal Severino Poletto.
Durante o Regina Caeli de 29 de maio de 2022, o Papa Francisco anunciou sua criação como cardeal no Consistório ocorrido em 27 de agosto. Recebeu o anel cardinalício, o barrete vermelho e o título de cardeal-presbítero de São Judas Tadeu Apóstolo.

## Obras
- Sussurrare il Vangelo nella terra dell'eterno Cielo blu, riflessioni missiologiche sull'evangelizzazione in Mongolia; Urbaniana University Press, Via Urbano VIII, 16 – 00165 Roma [10]

### Galeria fotográfica

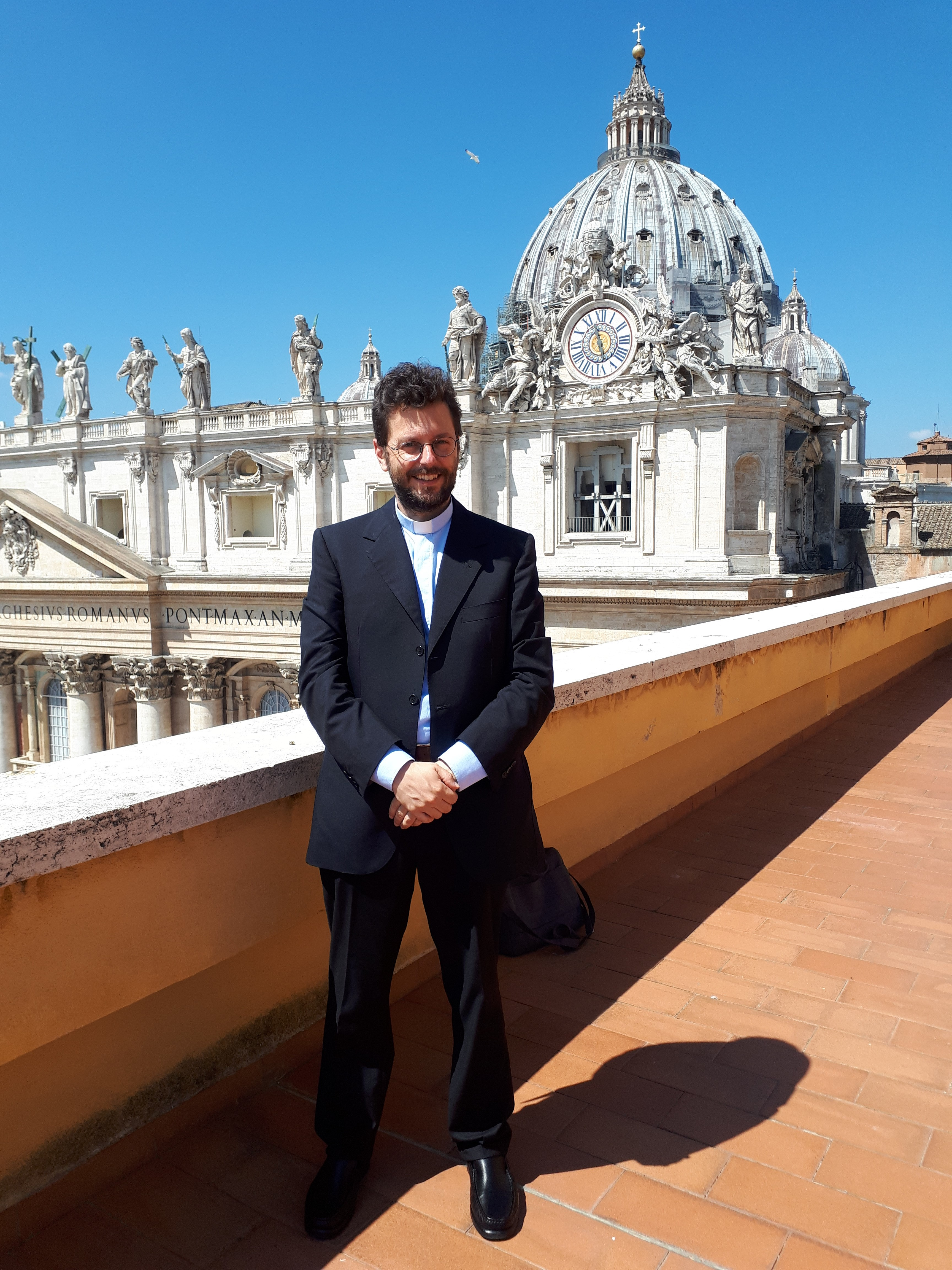
Dom Giorgio, na Praça de São Pedro, Roma.
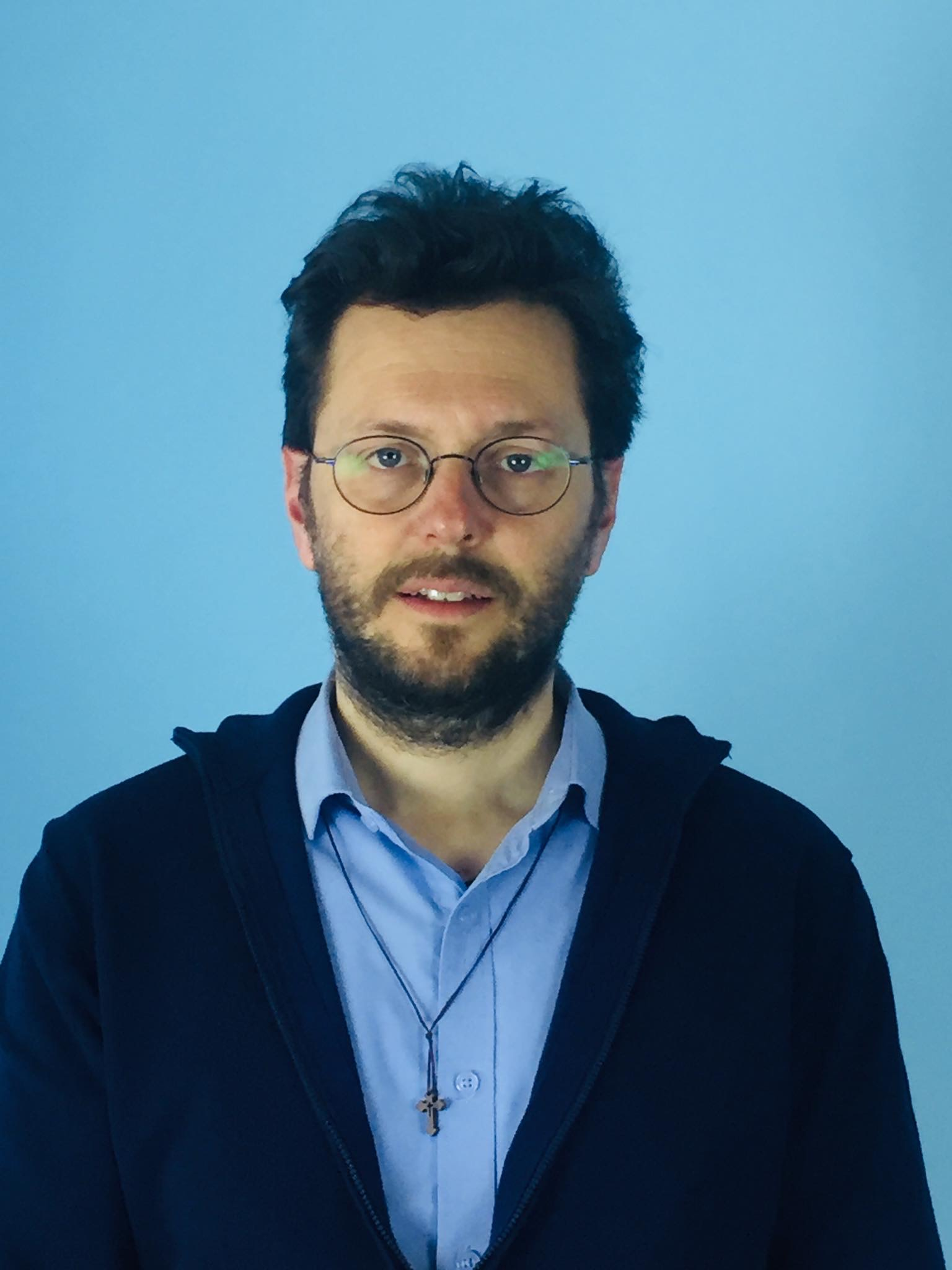
Retrato de dom Giorgio
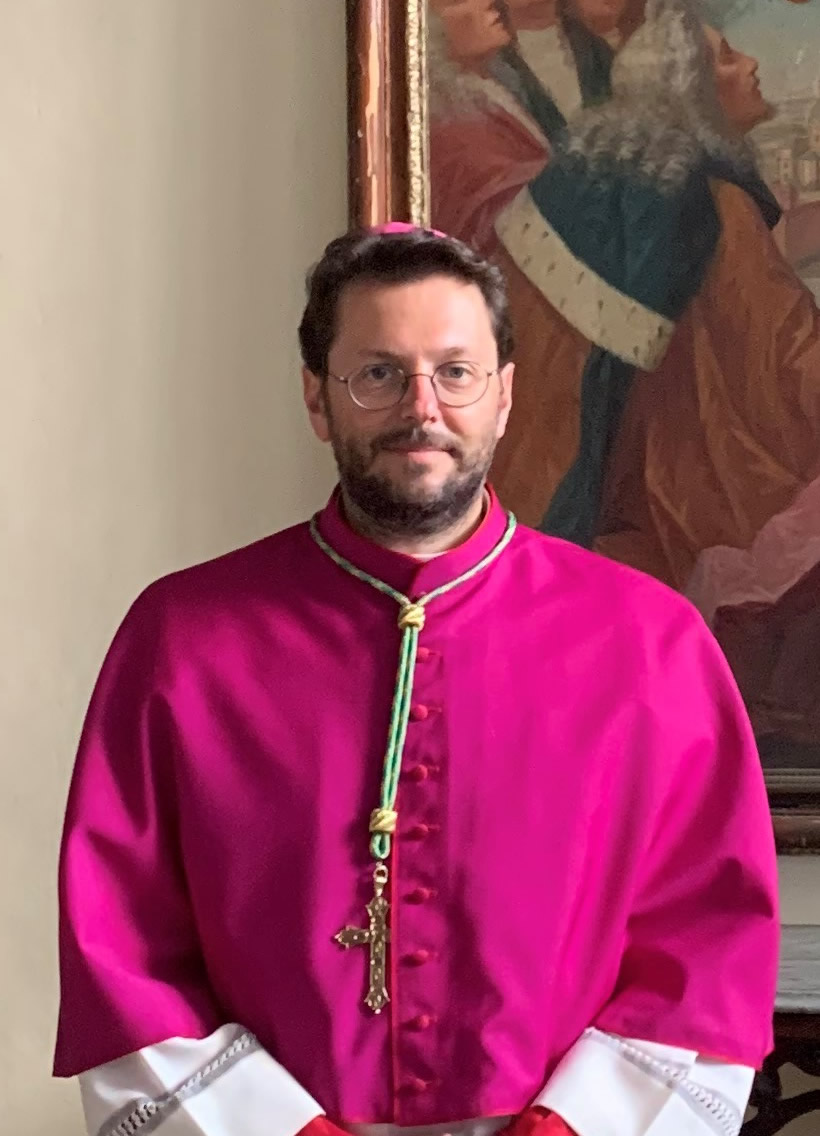
Dom Giorgio na sua consagração episcopal